# おくさま広場
『おくさま広場』（おくさまひろば）は、STVラジオで1975年4月12日から1984年4月7日まで放送されていたラジオ番組。

## 概要
- 当番組開始の当時は「こんな話・こんな歌」というサブタイトルが付いていた[1]。
- 日高晤郎のSTVラジオでの初のレギュラー番組。日高は1か月に1回北海道へ行き、4 - 5本程度録音していた。
- 番組終了までの一年間は「おくさま広場 塚田記久のワークスタジオ」として放送。

## パーソナリティー
- 初代:伊藤貢（番組開始 - 1978年3月）
- 二代目:日高晤郎（1978年4月 - 1983年3月）
- 三代目:塚田記久（1983年4月 - 番組終了）

## 放送時間
| 期間                         | 放送時間                    |
| ---------------------------- | --------------------------- |
| 1975年4月12日 - 1984年4月7日 | 土曜日 10:00 - 10:55（JST） |

## 内容
- 芸談（市川雷蔵、悪女伝ほか）
- 映画、音楽、歴史の話

## テーマ曲
- フランク・プゥルセル「いとしのシェリー・ジェーン」